# Pebble to a Pearl
Pebble to a Pearl è il settimo album studio della cantante Nikka Costa, pubblicato dalla Stax Records nel 2008.

## Tracce
1. Stuck to You – 3:43
2. Can't Please Everybody – 5:06
3. Pebble to a Pearl – 4:30
4. Someone for Everyone – 3:47
5. Cry Baby – 5:08
6. Keep Wanting More – 4:48
7. Keep Pushin' – 3:46
8. Love to Love You Less – 4:26
9. Without Love – 4:24
10. Damn I Said It First – 6:52
11. Loving You – 5:28
12. Bullets in the Sky – 4:37
13. Stuck to You (Instrumental) – 3:43
14. Pebble to a Pearl (Instrumental) – 4:30
15. Damn I Said It First (Instrumental) – 6:52